# Величко, Валерий Сигизмундович
Валерий Сигизмундович Величко (род. 12 сентября 1966, Брест) — советский и белорусский футболист, нападающий.

## Карьера
Воспитанник ДЮСШ Ивацевичи и СДЮШОР-5 Брест.
За свою карьеру выступал в советских командах «Динамо» Брест, «Локомотив»/«Текстильщик» «Барановичи», «Текстильщик» Брест, «Пединститут» Брест, а также в командах «Динамо» Минск, «Хапоэль» (Ришон-ле-Цион), «Спартак» Москва, «Локомотив» Нижний Новгород и «Соннам Ильва Чунма».
После завершении карьеры игрока стал судьей.
Есть сын Артём (26 августа 1992) — военнослужащий.